# El secreto de mi éxito
El secreto de mi éxito (título original:The Secret of my Success) es una comedia cinematográfica de 1987 protagonizada por Michael J. Fox y producida y dirigida por Herbert Ross. El guion fue escrito por Jim Cash, que anteriormente había coescrito la película Top Gun (1985).

## Argumento
Brantley Foster (Michael J. Fox) es un humilde reciente graduado de la Universidad Estatal de Kansas, que se traslada desde el centro del país a Nueva York para triunfar en el mundo de los negocios en la capital financiera mundial. Trata de buscar trabajo para ganar experiencia en la ciudad en varias empresas, pero todos sus contactos le fallan. 
Decide probar suerte en  Pemrose Incorporated, una empresa multinacional cuyo CEO es un familiar lejano, Howard Prescott (Richard Jordan), el esposo de una tía de su madre, que se han mantenido alejados de su familia por muchos años, al verlos como la rama pobre de su familia por vivir en el campo en el interior del país. Finalmente, logra una entrevista de trabajo con este gracias a una carta de su madre, que lo identifica como el sobrino de la fundadora de la empresa y es considerado un familiar pobre, y empieza a trabajar como empleado del departamento de correspondencia de la compañía.
Al poco tiempo se da cuenta de que tiene la posibilidad de cambiar el rumbo de la empresa y de su propia vida al interceptar las cartas de la correspondencia de los ejecutivos de la empresa. Así, obtiene mucha información de la empresa y entiende de los problemas estructurales de la misma. Un día es llamado para servir de chofer a un ejecutivo de la empresa y llevarlo a su casa. Sin darse cuenta de que esa persona es su tía, tienen un romance en su casa de campo y escapa corriendo cuando su tío llega en la tarde.
Su tía le promete ayudarlo en la empresa para tener un mejor puesto de trabajo en el futuro, pero él quiere hacer la prueba intentando escalar posiciones en la empresa por su propia cuenta. Al día siguiente logra tomar el lugar de un ejecutivo que es recientemente despedido de su oficina, y se infiltra como un ejecutivo más de la empresa con el nombre de Carlton Whitfield, un empresario inglés. Interceptando los documentos de la oficina de correos y enviando los permisos necesarios, logra entrar al ser considerado asignado en su puesto de trabajo por un nuevo accionista de la empresa, y busca comprar más acciones y controlar la presidencia de la empresa.
Al mismo tiempo que entra a trabajar cada mañana en la oficina de correos, se cambia de ropa para trabajar como un ejecutivo que quiere salvar la empresa de su tía en los pisos altos del edificio y un día en su trabajo como correo en la bodega del edificio, tiene una inesperada relación con la esposa de su jefe, al recibir el encargo temporal de llevar a la esposa de un importante ejecutivo como chofer en la limosina de la empresa a su mansión en las afueras de la ciudad, logra cautivar a la esposa del ejecutivo, se baña junto a esta refinada mujer en la piscina y tiene un romance con esta señora que resulta ser su tía Vera (Margaret Whitton), lo descubre al ver llegar a su tío Howard Prescott a la mansión en la tarde después del trabajo y logra escapar corriendo de la gran extensión de la propiedad.
Al siguiente día llega a trabajar y ve a Christy Wills (Helen Slater), una hermosa ejecutiva de la empresa, alta, rubia y muy educada, ingresando a trabajar junto a él en la puerta principal del edificio y que pertenece al mundo financiero en la alta administración de la empresa, entonces trabajando como mensajero entra a una oficina a dejar un sobre donde un ejecutivo había sido despedido recientemente, se sienta en la silla de su escritorio pensando en esa mujer que parecía inalcanzable para él, y recibe una llamada telefónica a esa oficina, pidiendo su asesoramiento para solucionar un problema de una sucursal de la empresa.
Con sus conocimientos de administración empresarial en la universidad, toma decisiones importantes de la empresa y decide entrar a trabajar ocupando la oficina de ese ejecutivo con un nuevo nombre inglés, y salvar la empresa de su tía oculto como un nuevo ejecutivo llegado a esa oficina recientemente, nadie lo conoce y despierta mucha curiosidad su presencia en la empresa, se sospecha que sería un nuevo ejecutivo puesto por un socio para ocupar ese cargo, que quiere comprar la empresa en forma secreta, al mismo tiempo trata de enamorar a una joven ejecutiva de la empresa que tiene una relación con su tío, el CEO de la empresa, se acerca a él para pedirle lo ayude y le cuide las espaldas en su romance con la ejecutiva, y al mismo tiempo mantener distraída a su esposa, estableciendo una trama en la película entre los problemas de negocios de las grandes empresas y una crisis familiar, donde finalmente en una reunión de fin de semana en su casa de campo, se descubre la infidelidad de su tío con la joven ejecutiva de la empresa y se anuncia el divorcio de su tía con el presidente de la empresa multinacional.
Después del escándalo donde descubren la verdadera identidad del ejecutivo, un mensajero de la oficina de correos ocupando la oficina de un alto ejecutivo, lo despiden del trabajo pero él logra hacer unas llamadas telefónicas y convence a unos inversionistas amigos de su tía, que conoció en la fiesta en la casa de campo, para lograr la entrada de nuevos inversionistas a la empresa en forma sorpresiva, ellos deciden invertir su dinero en la empresa con grandes expectativas de ganancias en el futuro si logran capitalizar y modernizar la empresa, para rescatarla de una posible entrada en quiebra y evitar la compra de acciones de una empresa de la competencia, que pretendía fusionar las dos empresas y quedarse con la empresa de su tía, al cambiar la directiva y la dirección de la empresa, finalmente él es nombrado un alto ejecutivo de la empresa por los nuevos socios inversionistas que compraron acciones en Wall Street en esa misma mañana, como lo trataba de hacer inicialmente en su charada, y su tía es la nueva CEO de la empresa.

## Reparto
| Actor              | Personaje                           | Doblaje, Los Ángeles   |
| ------------------ | ----------------------------------- | ---------------------- |
| Michael J. Fox     | Brantley Foster / Carlton Whitfield | Carlos Stevenson Jr.   |
| Helen Slater       | Christy Wills                       | Fabiola Stevenson      |
| Richard Jordan †   | Howard Prescott                     | Edgar Wald             |
| Margaret Whitton † | Vera Prescott                       | María Santander        |
| John Pankow        | Fred Melrose                        | Juan Alfonso Carralero |
| Fred Gwynne †      | Donald Davenport                    | Guillermo Romano       |
| Gerry Bamman       | Art Thomas                          | Víctor Mares           |

## Recepción
Esta película cimentó a Michael J. Fox en su estatus como estrella cinematográfica, que ya había empezado a edificar antes con películas como Regreso al futuro (1985) y Teen Wolf (1985), Logró recaudar USD 110,996,879 a nivel mundial. 

## Estrenos
| País                                                                          | Fecha de estreno                   |
| ----------------------------------------------------------------------------- | ---------------------------------- |
| Alemania                                                                      | Jueves 10 de septiembre de 1987    |
| Argentina                                                                     | Jueves 13 de agosto de 1987        |
| Australia                                                                     | Jueves 25 de junio de 1987         |
| Austria                                                                       | Viernes 11 de septiembre de 1987   |
| Bélgica                                                                       | Miércoles 22 de julio de 1987      |
| Belice · Costa Rica · El Salvador · Guatemala · Honduras · Nicaragua · Panamá | Miércoles 19 de agosto de 1987     |
| Brasil                                                                        | Jueves 2 de julio de 1987          |
| Chile                                                                         | Viernes 24 de julio de 1987        |
| Colombia                                                                      | Jueves 10 de septiembre de 1987    |
| Corea del Sur                                                                 | Sábado 3 de marzo de 1990          |
| Dinamarca                                                                     | Viernes 11 de septiembre de 1987   |
| Ecuador                                                                       | Miércoles 21 de octubre de 1987    |
| Egipto                                                                        | Lunes 25 de abril de 1988          |
| España                                                                        | Viernes 23 de octubre de 1987      |
| Estados Unidos · Canadá                                                       | Viernes 10 de abril de 1987        |
| Filipinas                                                                     | Miércoles 23 de septiembre de 1987 |
| Finlandia                                                                     | Viernes 4 de septiembre de 1987    |
| Francia                                                                       | Miércoles 22 de julio de 1987      |

| País                 | Fecha de estreno                 |
| -------------------- | -------------------------------- |
| Grecia               | Jueves 5 de noviembre de 1987    |
| Hong Kong            | Jueves 3 de septiembre de 1987   |
| India                | Viernes 7 de abril de 1989       |
| Israel               | Viernes 21 de agosto de 1987     |
| Italia               | Viernes 31 de julio de 1987      |
| Japón                | Sábado 20 de junio de 1987       |
| Líbano               | Viernes 2 de octubre de 1987     |
| Malasia              | Sábado 12 de septiembre de 1987  |
| México               | Jueves 17 de marzo de 1988       |
| Noruega              | Jueves 27 de agosto de 1987      |
| Nueva Zelanda        | Viernes 14 de agosto de 1987     |
| Países Bajos         | Jueves 6 de agosto de 1987       |
| Perú                 | Jueves 1 de octubre de 1987      |
| Portugal             | Viernes 14 de agosto de 1987     |
| Reino Unido Irlanda  | Viernes 26 de junio de 1987      |
| República Dominicana | Jueves 23 de julio de 1987       |
| Singapur             | Jueves 20 de agosto de 1987      |
| Sudáfrica            | Viernes 11 de septiembre de 1987 |
| Suecia               | Viernes 14 de agosto de 1987     |
| Suiza                | Viernes 24 de julio de 1987      |
| Tailandia            | Sábado 26 de septiembre de 1987  |
| Taiwán               | Sábado 24 de octubre de 1987     |
| Uruguay              | Jueves 6 de agosto de 1987       |
| Venezuela            | Miércoles 29 de julio de 1987    |